# Hijos de la ira
Hijos de la ira, publicada en 1944 (segunda edición corregida y aumentada en 1946), es considerada la obra maestra de Dámaso Alonso. Ha sido calificada por muchos críticos como el inicio de la poesía desarraigada española más humana y auténtica. Según palabras del propio Alonso, Hijos de la ira es "un libro de protesta escrito cuando en España nadie protestaba. Es un libro de protesta y de indagación. Protesta ¿contra qué? Contra todo... Habíamos pasado por dos hechos de colectiva vesania, que habían quemado muchos años de nuestra vida, uno español y otro universal, y por las consecuencias de ambos. Yo escribí Hijos de la ira lleno de asco ante la estéril injusticia del mundo y la total desilusión de ser hombre"
Su tema principal es el ser humano, inmerso en un mundo lleno de incógnitas, indescifrable, hostil. Se perciben en la obra claras influencias de la filosofía existencialista.
En esta obra se da lugar a un lenguaje grotesco, sorprendente e hiriente, que busca producir muchas sensaciones distintas. Esto provocaría críticas entre los poetas arraigados, quienes se encuentran conformes tras la victoria del bando sublevado en la Guerra Civil y se remontan al pasado, a los Siglos de Oro y principalmente a Garcilaso de la Vega. Estas personas verían las críticas y protestas fundamentadas en esta obra como descomedido, puramente anticlásico y que servía como propaganda contra el recién establecido régimen franquista.
Se trata de una crítica social y literaria que huye de la poesía garcilasista (que sigue como modelo a Garcilaso) y deshumanizada, puramente estética, para ir hacia el verso libre capaz de despertar las conciencias. Es muy utilizado el versículo y se utiliza a veces una sintaxis paralelística influida por los Salmos penitenciales de la Biblia: series sintagmáticas no progresivas.
"Insomnio" es el primer poema del libro, expresa la angustia y soledad que experimenta ante un mundo que no acaba de comprender, por lo que llama a Dios, pero Dios guarda silencio. Además, habla sobre las muertes sucedidas durante y tras la guerra en Madrid, su ciudad natal, a la que está viendo echándose a perder debido a los horrores de la guerra.